# John Bilezikjian
John Bilezikjian (1 de febrero de 1948 - 19 de enero de 2015) fue un músico y compositor armenio-estadounidense nacido en Los Ángeles. Más famoso como maestro de laúd árabe, también tocó el violín, la mandolina y el derbake. Fue un cantante tradicional y contemporáneo que cantaba en armenio, pero también en turco, siríaco, inglés y conocido por sus contribuciones a la música del mundo como solista y en colaboraciones con artistas de renombre. Estableció su propia compañía discográfica, Dantz Records en Laguna Hills, California, haciendo muchas grabaciones y apareciendo en decenas de bandas sonoras de películas.
Murió el 19 de enero de 2015, de una enfermedad renal a los 66 años.

## Discografía
- 1995: Music from the Armenian Diaspora
- 1999: Tapestry of the Dance
- 2007: Atlantis
- 2008: All-Time Armenian Favorites
- 2009: Sounds of the Middle East
- 2012: Pomegranate

En vivo
- America's Oud Virtuoso Recorded in Concert Live at the Wilshire Ebell Theatre in Los Angeles

Colaboraciones
- 1992: Sephardic Songs of Love and Hope Canticas Sephardis de Amor y Esperansa (Gordon Lustig, John Bilezikjian y Judy Frankel)
- 2002: The Music of "La Danse Orientale" – John Bilezikjian y Aziz Khadra

## Libros
- 2006: John Bilezikjian, Hal Leonard Oud Method (más el CD que lo acompaña) (por Hal Leonard Corporation)